# Dao (Burkina Faso)
Pour les articles homonymes, voir Dao.
Dao est une commune rurale située dans le département de Gao de la province du Ziro dans la région du Centre-Ouest au Burkina Faso.

## Géographie
La commune est située à 10 km à nord de Gao et est traversée par la route nationale 13.